# باسیلیوس

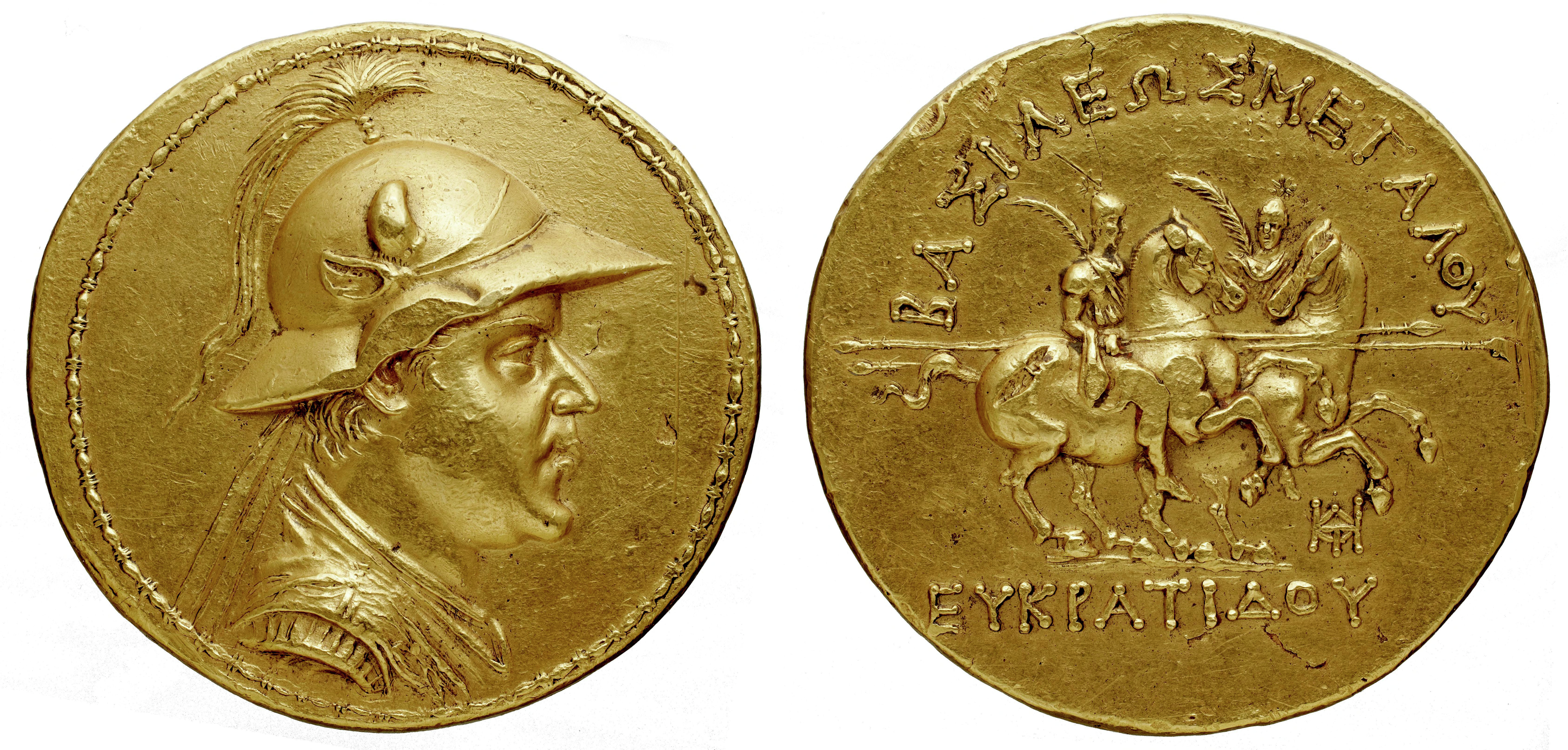
استاتر طلای اوکراتید یکم پادشاه یونانیان باختر که در پشت آن عبارت «ΒΑΣΙΛΕΩΣ ΜΕΓΑΛΟΥ ΕΥΚΡΑΤΙΔΟΥ» به معنی «پادشاه بزرگ اوکراتید» حک شده است.

باسیلیوس (به یونانی: βασιλεύς) یک اصطلاح و عنوان مشهور یونانی به معنای پادشاه یا  امپراتور بود که در طول تاریخ برای فرمانروایان گوناگونی به‌کار رفته است. این عنوان در میان حاکمان و سایر افراد صاحب قدرت در یونان باستان و امپراتوری‌های یونانی‌مآب به ویژه امپراتوری سلوکی و امپراتوری روم شرقی رایج بود. این عنوان برای زنان به صورت باسیلیا (به یونانی: Βασίλεια) یا باسیلیسْسا (به یونانی: Βασίλισσα) به‌کار برده می‌شد.
باسیلیوس به عنوان لقب اشراف قدرتمند در یونان باستان به‌کار  می‌رفت. یونانیان شاهان هخامنشی را «باسیلِئوس» یا «باسیلِئون» می‌نامیدند و اسکندر مقدونی نیز توسط جانشینان هلنیستی‌اش ازجمله مصر بطلمیوسی، مگاس باسیلیوس (به یونانی: Μέγας Βασίλειος) به معنی «پادشاه بزرگ» نامیده می‌شد. بعدها در امپراتوری روم و بیزانس، این عنوان به صورت غیررسمی برای امپراتوران روم و حتی شاهنشاهان ساسانی نیز به‌کار رفت؛ از این رو این اصطلاح کم‌کم معنای «امپراتور» به خود گرفت. تا قرن نهم میلادی، بیزانسی‌ها اصطلاح باسیلیوس را در میان فرمانروایان مسیحی و منحصراً برای امپراتور خود در قسطنطنیه حفظ کردند. در طول دوران پس از بیزانس، این اصطلاح به دلیل تأثیر مجدد نویسندگان کلاسیک بر زبان، به معنای پیشین خود یعنی «پادشاه» بازگشت. این دگرگونی قبلاً در استفاده غیررسمی در آثار برخی از نویسندگان کلاسیک بیزانسی آغاز شده بود. در دوران مدرن، این عنوان توسط اوتو، شاه یونان هم استفاده شد.